# Дея (станция)
Де́я — станция (населённый пункт) в Завитинском районе Амурской области России. Входит в состав Преображеновского сельсовета.

## География
Станция Дея находится на расстоянии 10 км к юго-востоку от города Завитинск, на Транссибе.
Село Валуево расположено примерно в 500 м севернее.
Расстояние до административного центра Преображеновского сельсовета села Преображеновка — около 10 км (на юго-запад).

## Население
| 2002 | 2010 | 2012 | 2013 | 2014 | 2015 | 2016 | 2017 | 2018 |
| ---- | ---- | ---- | ---- | ---- | ---- | ---- | ---- | ---- |
| 175  | ↘25  | ↗27  | ↗28  | ↘26  | ↘25  | ↘21  | →21  | ↗22  |
| 2018 |      |      |      |      |      |      |      |      |
| →22  |      |      |      |      |      |      |      |      |

## Улицы
В населённом пункте имеется одна улица: Линейная.

## Инфраструктура
Станция Дея Забайкальской железой дороги.